# Steven Rybin
Steven Rybin (* 7. Juni 1979) ist ein US-amerikanischer Filmwissenschaftler und Autor.

## Leben
Rybin hält einen Master of Arts der Emory University in Film/Cinema/Video Studies (2003–2005) und einen Doctor of Philosophy in Interdisciplinary Arts (Film Studies und Philosophical Aesthetics) der Ohio University  (2005–2009).
Von August 2005 bis März 2008 lehrte er als Graduate Teaching Associate an der Ohio University. Von August bis Dezember 2007 war er Visiting Instructor of Film an der Denison University. Seit August 2010 hält er eine Assistenzprofessur im Bereich Filmwissenschaften am Georgia Gwinnett College. Er ist außerdem Assistenzprofessor an der Minnesota State University, Mankato.
Seine Forschungsschwerpunkte liegen in den Bereichen Filmurheberschaft, Filmverwertung, Filmgeschichte und Filmtheorie.
Er veröffentlichte Bücher über das Schaffen von Regisseuren wie Michael Mann, Terrence Malick und Nicholas Ray.

## Veröffentlichungen
- The Cinema of Michael Mann. Lexington Books, 2007, 233 Seiten, ISBN 978-0-7391-2042-2 (englisch).
- Terrence Malick and the Thought of Film. Lexington Books, 2011, 236 Seiten, ISBN 978-0-7391-6675-8 (englisch).
- Michael Mann: Crime Auteur. Scarecrow Press, 2013, 318 Seiten, ISBN 978-0-8108-9083-1 (englisch).
- mit Will Scheibel: Lonely Places, Dangerous Ground: Nicholas Ray in American Cinema. State University of New York Press, 2014, 296 Seiten, ISBN 978-1-4384-4981-4 (englisch).